# خورخه برریو
خورخه برریو (انگلیسی: Jorge Berrio؛ زادهٔ ۳۰ مهٔ ۱۹۵۱) بازیکن فوتبال اهل آرژانتین است.